# Urds brønd
Urds brønd eller Urds kilde (norrønt: Urðarbrunnr "Urðrs kilde/brønd, Urds kilde/brønd"; enten som hentydning til den germanske skæbneopfattelse-eller nornen Urðr (Urd), og kan således også have betydningen "skæbekilden", fra Urðr "det som var, fortiden, skæbne, død") er en kilde eller brønd i nordisk mytologi. Urds brønd er attesteret i Den Ældre Edda, samlet i det 13. århundrede fra tidligere traditionelt mundligt overleverede kilder, og i Den Yngre Edda, skrevet i det 13. århundrede af Snorri Sturluson. I begge kilder ligger kilden under verdenstræet Yggdrasil, og er forbundet med en gruppe af tre norner (Urd, Verdande og Skuld). I Den Yngre Edda er Urds brønd beskrevet som en af kilderne, der befinder sig under de tre rødder fra Yggdrasil, der rækker ind i tre fjerne, forskellige lande. De andre to kilder er Hvergelmer, der befinder sig under en rod i Niflheim, og Mimers brønd, der befinder sig under en rod tæt på frostjætternes hjem. Der findes mange teorier og spekulation omkring kilden blandt akademikere.

## Attesteringer
Urds brønd er nævnt i de følgende værker:

### Den Ældre Edda
I Den Ældre Edda er Urds brønd nævnt i strofe 19 og 20 i kvadet
Vølvens spådom (Vǫluspá),
 og i strofe 112 af kvadet Den Højes Tale (Hávamál).
I strofe 19 af Vølvens spådom er Urds brønd beskrevet som værende placeret under Yggdrasil, og at Yggdrasil, et evigt grønt asketræ, er dækket af hvidt muldjord. Strofe 20 beskriver, at tre norner (Urd, Verdande og Skuld) "kommer fra" brønden, her beskrevet som en "sø", og at denne trio af norner så "udstak lov, afgjorde liv og målte skæbnen for menneskets børn." />
Strofe 112 af Hávamál har været genstand for megen debat og anses for uklar, og er blevet omtalt som "mystisk", "ubskur og meget omdiskuteret". Jesper Lauridsen oversætter strofen således:

Jeg hentede indsigt
ved Urdbrønden;
det er tid til at fortælle!
Jeg sad i tavshed,
jeg sad tænksom,
og hørte de mægtiges mening.

### Den Yngre Edda
I Den Yngre Edda er Urds brønd attesteret i Gylfes forblændelse (kapitlerne 15, 16 og begyndelsen af kapitel 17), og to gange i Omtale af skjaldekunsten (Skáldskaparmál).

#### Gylfaginning
I kapitel 15 af Gylfes forblændelse eller Gylfaginning, den første bog i Den Yngre Edda efter bogens prolog, fortæller en skikkelse, der sidder på en trone og hedder Jævnhøj Ganglere (beskrevet som kong Gylfe i forklædning) om Yggdrasil og dets rødder. Jævnhøj beskriver tre rødder, der støtter Yggdrasil, der rækker ud i en kæmpe afstand. Den tredje rod findes "ved aserne", "strækker sig til himlen" og, under den, findes den "meget hellige" Urds brønd. Jævnhøj uddyber at guerne ridder over broen Bifrost hver dag for at holde rådslagning, eller domstol, ved brønden, alt efter oversættelsen af teksten.
Høj giver flere oplysninger om kilden i kapitel 16, hvor han fortæller, at der findes mange smukke steder i himlen, og "alt er under guddommelig beskyttelse [der]." Der er en smuk sal, der står under asketræet (Yggdrasil) tæt på kilden (Urds brønd), og fra denne sal kommer "tre møer" hvis navne er Urd, Verdande og Skuld. Møerne udformer menneskers liv, og "vi kalder dem norner". Høj fortsætter herefter med at fortælle, at der er andre norner, og fortæller om deres natur.
Længere inde i kapitel 16, hævder Høj, at de norner, der bor ved Urds brønd, tager vand fra kilden og mudder, der lægger omkring den, og hælder det ud over Yggdrasil, så dets grene ikke forgår eller rådner. Vandet er beskrevet som værende så helligt, at alt der kommer i brønden, "bliver så hvidt som den hinde, der kaldes skalhinden, som ligger under æggeskallen." Høj citerer da strofe 19 af Vølvens spådom, og siger, at to svaner drikker af kilden, fra hvilke alle andre svaner nedstammer. Kapitel 17 begynder med, at Ganglere spørger om, hvilke "vigtige steder", der findes end Urds brønd.

#### Skáldskaparmál
To afsnit af Den Yngre Eddas bog Omtale af skjaldekunsten hentyder til Urds brønd. Den første reference til den er i afsnit 49, hvor et brudstykke af et hver af skjalden Kormákr Ögmundarson, der levede i det 10. århundrede bliver gengivet som led i en forklaring, hvordan "Odins ild" er en kenning for et sværd. Passagen yder "Sværdet kaldes Odins ild, som Kormak kvad: Han lod Gauts [Odins] ild gjalde (Grids heste —) i striden" og at "Urd steg op fra brønden."
Urds brønd er omtalt en anden gang i afsnit 52 af Omtale af skjaldekunsten, denne gang forbundet med Kristus. Afsnittet fortæller, at tidlige skjalde engang henviste til Kristus i forhold til urds brønd og Rom, og citerer skjalden Eilífr Goðrúnarson fra det 10. århundrede, som udtaler, at "således har den mægtige konge af Rom gjort sit rige stort med hedningeguders lande [jætter; dvs. hedenske lande]" og at Kristus siges at have sin trone syd for Urds brønd.

## Teorier

### Templet ved Upssala
Der er blevet påpeget paralleller mellem beskrivelsen af Urds brønd ved foden af verdenstræet Yggdrasil og den kristne middelalderlige krønikeskribent Adam af Bremens beretning om en kilde ved foden af et helligt træ ved templet i Uppsala i Sverige, fundet i hans værk Gesta Hammaburgensis ecclesiae pontificum fra det 11. århundrede.

### Eilífr Goðrúnarson
Eilífr Goðrúnarsons kristendomsprægede beretning om Urds brønd (afsnit 52 i Omtale af skjaldekunsten) forbinder kilden med syden og Rom. Det er blevet foreslået, at denne beskrivelse kan have en vis relation til forestillinger om Jordanfloden på grund af fonetiske og typologiske ligheder opfattet af Eilífr, selvom der måske ikke er nogen anden årsagssammenhæng. Eilífr er ellers kendt som en hedensk skjald, og det menes, at fordi han forbinder Kristus direkte med kilden, er det muligt, at Kristus havde overtaget ansvaret for forsyn eller skæbne.